# Joseph Abangite Gasi
Joseph Abangite Gasi, né le 1er janvier 1928 à Mupoi (pl) et mort le 12 septembre 2014 à Yambio, est un prêtre catholique soudanais puis sud-soudanais.

## Biographie
Ordonné prêtre le 21 décembre 1957, il est nommé évêque du diocèse de Tombura le 6 avril 1975 par le pape Paul VI. Il est président de la Conférence des évêques catholiques au Soudan — son nom d’alors — de 1975 à 1978. Il prend sa retraite le 19 avril 2008.